# Рейтинг ФІФА
| Топ-20 рейтингу станом на 28 листопада 2024 |       |            |         |
| Місце                                       | Зміна | Збірна     | Очки    |
| 1                                           | ▬     | Аргентина  | 1867.25 |
| 2                                           | ▬     | Франція    | 1859.78 |
| 3                                           | ▬     | Іспанія    | 1853.27 |
| 4                                           | ▬     | Англія     | 1813.81 |
| 5                                           | ▬     | Бразилія   | 1775.85 |
| 6                                           | ▲ 1   | Португалія | 1756.12 |
| 7                                           | ▲ 1   | Нідерланди | 1747.55 |
| 8                                           | ▼ 2   | Бельгія    | 1740.62 |
| 9                                           | ▬     | Італія     | 1731.51 |
| 10                                          | ▲ 1   | Німеччина  | 1703.79 |
| 11                                          | ▲ 3   | Уругвай    | 1695.91 |
| 12                                          | ▼ 2   | Колумбія   | 1694.44 |
| 13                                          | ▼ 1   | Хорватія   | 1691.59 |
| 14                                          | ▼ 1   | Марокко    | 1688.18 |
| 15                                          | ▬     | Японія     | 1652.79 |
| 16                                          | ▲ 2   | США        | 1645.48 |
| 17                                          | ▲ 3   | Сенегал    | 1637.25 |
| 18                                          | ▲ 1   | Іран       | 1635.31 |
| 19                                          | ▼ 3   | Мексика    | 1627.4  |
| 20                                          | ▼ 3   | Швейцарія  | 1625.16 |
| Повний рейтинг на сайті FIFA.com            |       |            |         |

Світовий рейтинг ФІФА серед чоловіків, або Рейтинг ФІФА — система рейтингу для чоловічих національних збірних з футболу. Чоловічі команди країн-членів ФІФА рейтингуються на основі результатів своїх ігор, найуспішніші команди займають найвище місце. Рейтинг було введено в грудні 1992 року. За всю історію вісім збірних (Аргентина, Бельгія, Бразилія, Франція, Німеччина, Італія, Нідерланди та Іспанія) займали перше місце, серед яких найдовше – Бразилія.
Використовується бальна система, при якій очки нараховуються за результатами всіх міжнародних матчів, визнаних ФІФА. Система рейтингу неодноразово оновлювалася, загалом у відповідь на критику, що попередній метод розрахунку не відображав відносну силу національних команд. З 16 серпня 2018 року систему рейтингу адаптовано до Рейтингу Ело, який використовується в шахах і Го.
Спонсором рейтингу є Coca-Cola; також використовується назва FIFA/Coca-Cola World Ranking. Coca-Cola також спонсорує жіночий аналог рейтингу ФІФА.
Рейтинг збірних ФІФА використовується при жеребкуванні міжнародних футбольних змагань, таких як чемпіонати світу та континентальні першості.

## Історія
Світова класифікація ФІФА була введена в серпні 1993 для порівняння сили різних національних команд. На той період рейтинг ураховував всі національні команди, що приєдналися до ФІФА, і розраховувався на підставі їхніх результатів за останні вісім років.
Рейтингова система 1993 була розкритикована, через ненадійність, а її механіка була взята з шахового рейтингу, тобто пристосована до зовсім іншого спорту. Перша зміна була внесена у 1999 році.
Рейтинг збірних ФІФА складався й оновлювався щомісячно. Він відображав зміни в результатах виступів футбольних збірних у міжнародних офіційних і товариських матчах. Система нарахування балів в рейтингу ФІФА є досить складною та дещо заплутаною. Вона враховує важливість турніру, в рамках якого збірна проводила даний матч, силу команди-суперника і навіть кількість забитих та пропущених в матчі голів. Так, наприклад, за перемогу слабкої збірної над сильною остання може втратити набагато більше балів, ніж за поразку від чемпіонів світу. А наприклад, перемога України над Фарерськими островами поряд з поразкою від Шотландії спричинила втрату Україною 72 балів у рейтингу ФІФА. Оскільки Фарери є слабкою командою, за перемогу над ними, навіть з рахунком 5:0, було нараховано дуже мало балів, а за поразку від збірної Шотландії, яка на той час перебувала в рейтингу ФІФА нижче за Україну, наша збірна взагалі втратила понад 100 залікових пунктів.
За перемогу в офіційних матчах давали 30 балів, за нічию 10. При цьому кожен турнір має свій коефіцієнт важливості. Так, матчі фінальної частини чемпіонату світу мають коефіцієнт 4, фінальної частини чемпіонату континенту — 2, офіційні відбіркові матчі — 1,5, товариські — 1. Забиті та пропущені голи також впливають на кількість нарахованих команді балів у рейтингу.
У липні 2005 ФІФА запропонувала новий спосіб розрахунку світової класифікації футбольних команд. Найбільша зміна полягала в тому, що рейтинг більше враховував результати не останніх восьми, а тільки — чотирьох років. Одночасно були проаналізовані і змінені й усі інші фактори — результат і значимість матчу, сила суперника, сила конфедерації, до якої належить суперник, кількість врахованих матчів.

## Метод розрахунку (2006-2018)
За кожний розіграний матч команді нараховуються пункти за такою формулою:
де:
- множник M є базовою кількістю пунктів залежною від результату матчу: 
  - M = 3 - за виграш в основному або додатковому часі,
  - M = 2 - за виграш після серії пенальті,
  - M = 1 - за нічию або програш після серії пенальті,
  - M = 0 - за програш в основному або додатковому часі,
- множник I відповідає за важливість розіграного матчу: 
  - I = 1,0 - за товариський матч або матч в неофіційному турнірі,
  - I = 2,5 - за матч у відбірковому турнірі чемпіонату світу або чемпіонату континенту,
  - I = 3,0 - за матч у фінальній частині чемпіонату континенту або Кубку Конфедерацій,
  - I = 4,0 - за матч у фінальній частині чемпіонату світу;
- множник T означає силу суперника, яка відповідає місцю суперника в рейтингу ФІФА згідно з останнім опублікованим рейтинг-листком:
  - T = 200 - якщо суперник є лідером рейтингу,
  - T = 200 − місце суперника - якщо суперник займає місця від 2 до 149,
  - T = 50 - якщо суперник займає місце 150-е або нижче;
- множник C означає силу конфедерації, до якої належать суперники. Цей множник розраховується за результатами матчів трьох останніх чемпіонатів світу (лише фінальна частина).

| Конфедерація                                            | Після ЧС 2010 | Після ЧС 2006 | Раніше |
| ------------------------------------------------------- | ------------- | ------------- | ------ |
| УЄФА (Європа)                                           | 1.00          | 1.00          | 1.00   |
| КОНМЕБОЛ (Південна Америка)                             | 1.00          | 0.98          | 0.99   |
| КОНКАКАФ (Північна Америка, Центральна Америка, Кариби) | 0.88          | 0.85          | 0.88   |
| АФК (Азія)                                              | 0.86          | 0.85          | 0.85   |
| КАФ (Африка)                                            | 0.86          | 0.85          | 0.85   |
| ОФК (Океанія)                                           | 0.85          | 0.85          | 0.85   |

У серпні 2011 року коефіцієнт АФК було скориговано з 0.85 на 0.86. Ця зміна має зворотну силу та поширюється на матчі, починаючи з серпня 2010 року.
У матчі між збірними з різних конфедерацій множник C є середнім арифметичним з множників відповідних конфедерацій.

### Коефіцієнт давності
Для надання більшого значення недавнім іграм застосовується коефіцієнт, який залежить від давності матчу:
- 1 – для середнього з матчів за останні 12 місяців,
- 0,5 – для середнього за матчі зіграні 13-24 місяці тому,
- 0,3 – для середнього за матчі зіграні 25-36 місяців тому,
- 0,2 – для середнього за матчі зіграні 37-48 місяців тому.

### Порядок підрахунку пунктів команди
З розрахованих пунктів за матчі, розіграні протягом останніх 48 розрахункових місяців, обчислюються чотири річні середні — кожне середнє за 12 послідовних місяців. Якщо кількість матчів, зіграних збірною протягом якогось 12-місячного циклу, виявиться меншою 5, то замість середнього за дані 12 місяців береться сума пунктів за ці матчі, поділена на 5 (своєрідна кара за малу активність). 
Середні значення за кожен 12-місячний період помножуються на відповідний коефіцієнт давності, додаються і дають остаточну кількість пунктів команди.
Остаточна кількість пунктів команди округлюється до цілого числа. При попередніх розрахунках результати округлюються до сотих.

## Метод розрахунку (2018 - донині)
10 червня 2018 року Рада ФІФА затвердила нову систему рейтингу. Він базується на системі рейтингу Ело і після кожної гри очки додаються або віднімаються з рейтингу команди за формулою:
{\displaystyle P=P_{\text{before}}+I(W-W_{e})}
де:
- Pbefore – кількість очок команди перед грою
- I – коефіцієнт важливості:
  - 5 – товариські матчі, зіграні поза вікном календаря міжнародних матчів
  - 10 – товариські матчі, зіграні у вікнах календаря міжнародних матчів
  - 15 – матчі Ліги націй (груповий етап)
  - 25 – матчі Ліги націй (плей-оф і фінали), кваліфікації фінальних змагань конфедерацій, кваліфікація чемпіонату світу з футболу
  - 35 – матчі фінальних змагань конфедерацій (перед чвертьфіналами)
  - 40 – матчі фінальних змагань конфедерацій (чвертьфінали і далі)
  - 50 – матчі чемпіонату світу з футболу (до чвертьфіналу)
  - 60 – матчі чемпіонату світу з футболу (чвертьфінали, півфінали, матч за третє місце та фінал)
- W – результат гри:
  - 0 – програш після основного або додаткового часу
  - 0,5 – нічия або поразка в серії пенальті
  - 0,75 – перемога в серії пенальті
  - 1 – перемога після основного або додаткового часу.

Якщо гра закінчується перемогою одної з команд, але все ще вимагається проведення серії пенальті (тобто у другій грі двохматчевого протистояння), це вважається звичайною грою, а результат серії пенальті не враховується.
- We – очікуваний результат гри:

{\displaystyle W_{e}={\frac {1}{10^{-{\frac {\Delta }{c}}}+1}}}
де {\displaystyle \Delta } — це різниця між рейтингами двох команд перед грою, а {\displaystyle c=600} — це шкала.
Негативні очки в плей-оф фінальних змагань не впливають на рейтинги команд.

### Аналіз властивостей моделі
Рейтинг 2018 року є явним покращенням у порівнянні з попередніми рейтингами ФІФА і його можна оцінити за чітко визначеними числовими та статистичними показниками.

#### Інфляція
Чиста система рейтингу Ело описується як антагоністична гра, де загальна кількість очок рейтингу залишається незмінною: очки, набрані переможцем, забираються у команди, що програла. Це відбувається, коли результат гри {\displaystyle W} визначений симетричним способом, тобто
{\displaystyle W_{\text{переможець}}+W_{\text{програв}}=1}.
Однак вищезазначена умова не виконується в рейтингу ФІФА у випадку:
- Серії пенальті, після якої {\displaystyle W_{\text{переможець}}=0,75} і {\displaystyle W_{\text{програв}}=0,5}, отже {\displaystyle W_{\text{переможець}}+W_{\text{програш}}=1,25},
- Стадії плей-оф змагань, де команди не можуть втрачати очки, тобто {\displaystyle W-W_{e}} має бути невід’ємним, що те саме, що збільшення {\displaystyle W}. Найчастіше це правило застосовується до команди, яка програла, але його можна застосувати до переможця в серії пенальті, коли {\displaystyle W_{e}>0,75}.

Як наслідок, загальна кількість балів повільно зростає з часом, що відомо як «інфляція» рейтингу. Наприклад, з 4 червня 2018 року по 31 березня 2022 року відбулося 3444 ігри, визнані ФІФА, і початкове загальне значення очок, що дорівнює 254 680, було збільшено на 2099 очок (приблизно 0,8%), що було пов’язано з 24 іграми із застосуванням балів серії пенальті (але не плей-оф), 90 ігор плей-оф (але не серія пенальті) і 30 ігор, де застосовувалися обидва правила.

#### Імовірнісна модель
Оскільки рейтинг ФІФА базується на системі рейтингу Ело, він успадковує його властивості. Зокрема, явна ймовірнісна модель результатів гри не визначена, тобто навіть якщо очікуваний результат {\displaystyle W_{e}} обчислюється з різниці між рейтингами {\displaystyle \Delta }, ймовірність спостерігати виграш, нічию чи поразку не вказано. Це ускладнює оцінку того, наскільки добре рейтинг прогнозує майбутні ігри.
Однак, як пояснюється в статті рейтингу Ело, можна зробити висновок про неявну імовірнісну модель, яку використовує алгоритм. Очевидна перевага використання такої моделі полягає в тому, що ми можемо розрахувати ймовірність того чи іншого результату гри, і, що більш важливо, налаштувати параметри з урахуванням частоти нічиїх. У контексті міжнародних ігор ФІФА це покращує здатність передбачення на 2-3%.

#### Перевага господарів
Використовуючи виведену імовірнісну модель, статистичний аналіз показує, що введення параметру «домашня перевага» покращує передбачувану здатність рейтингу приблизно на 3%.
Насправді це не повинно викликати суперечок, оскільки жіночий аналог рейтингу ФІФА уже використовує параметр домашньої переваги H=100, який додається до рейтингу команди-господаря під час обчислення різниці в рейтингу {\displaystyle \Delta }. Відповідний коефіцієнт у чоловічому рейтингу має бути приблизно H=300.

#### Коефіцієнти важливості гри
Зі статистичної точки зору, коефіцієнти важливості {\displaystyle I}, які фактично змінюють крок адаптації рейтингу, є контрпродуктивними, тобто дають прогноз гри, який є гіршим порівняно з використанням того самого кроку в усіх іграх.

## Ранжування
Команди розташовуються в рейтингу ФІФА в порядку зменшення кількості пунктів рейтингу. У випадку збігу кількості пунктів рейтингу в кількох команд усі вони займають найкраще місце з можливих з пропуском відповідної кількості наступних місць у списку (наприклад, якщо у двох команд однакова кількість балів, а попередня за кількістю пунктів команда займає 19 позицію в рейтингу, то ці обидві команди посідають 20-е місце, а наступна за ними команда займе 22-е місце; якщо три — то 23-є і т. д.)

## Україна в рейтингу ФІФА
Статистика збірної України з футболу в рейтингу: 
- Найбільше досягнення — 11 місце, посідала з лютого по травень 2007 року.
- Найгірший показник — 132 місце, посідала у вересні 1993 року.
- Найбільший стрибок угору — на 30 позицій (з 45 на 15-е місце) стався у липні 2006 року внаслідок вдалого виступу на чемпіонаті світу 2006.
- Найбільше падіння — на 13 позицій (з 42 на 55-е місце) стався в листопаді 2012 року внаслідок провального старту у кваліфікації до чемпіонату світу 2014.

| Рік  | Місце в кінці року | Найкраще місце в році | Найгірше місце в році | Найбільший стрибок     | Найбільше падіння     |
| ---- | ------------------ | --------------------- | --------------------- | ---------------------- | --------------------- |
| 1992 | 129                | 129                   | 129                   | —                      | —                     |
| 1993 | 90                 | 90                    | 132                   | 28 (19 листопада 1993) | 2 (8 серпня 1993)     |
| 1994 | 77                 | 76                    | 93                    | 10 (14 червня 1994)    | 3 (16 травня 1994)    |
| 1995 | 71                 | 67                    | 82                    | 12 (17 жовтня 1995)    | 6 (13 червня 1995)    |
| 1996 | 59                 | 59                    | 83                    | 10 (28 серпня 1996)    | 12 (3 липня 1996)     |
| 1997 | 49                 | 48                    | 67                    | 19 (9 квітня 1997)     | 8 (27 лютого 1997)    |
| 1998 | 47                 | 42                    | 68                    | 19 (16 вересня 1998)   | 10 (22 квітня 1998)   |
| 1999 | 27                 | 22                    | 35                    | 13 (27 січня 1999)     | 4 (17 листопада 1999) |
| 2000 | 34                 | 27                    | 41                    | 9 (15 листопада 2000)  | 7 (6 вересня 2000)    |
| 2001 | 45                 | 33                    | 48                    | 15 (19 вересня 2001)   | 11 (17 жовтня 2001)   |
| 2002 | 45                 | 42                    | 48                    | 6 (20 березня 2002)    | 4 (18 вересня 2002)   |
| 2003 | 60                 | 45                    | 60                    | 2 (23 квітня 2003)     | 7 (15 грудня 2003)    |
| 2004 | 57                 | 57                    | 87                    | 13 (10 листопада 2004) | 8 (4 серпня 2004)     |
| 2005 | 40                 | 35                    | 57                    | 8 (16 лютого 2005)     | 3 (12 вересня 2005)   |
| 2006 | 13                 | 13                    | 45                    | 30 (12 липня 2006)     | 4 (17 травня 2006)    |
| 2007 | 30                 | 11                    | 30                    | 2 (14 лютого 2007)     | 7 (22 листопада 2007) |
| 2008 | 15                 | 15                    | 32                    | 7 (8 жовтня 2008)      | 2 (13 лютого 2008)    |
| 2009 | 22                 | 14                    | 25                    | 3 (3 червня 2009)      | 8 (8 квітня 2009)     |
| 2010 | 34                 | 23                    | 36                    | 2 (26 травня 2010)     | 9 (20 жовтня 2010)    |
| 2011 | 55                 | 33                    | 60                    | 3 (23 листопада 2011)  | 12 (21 вересня 2011)  |
| 2012 | 47                 | 39                    | 59                    | 10 (7 березня 2012)    | 13 (7 листопада 2012) |
| 2013 | 18                 | 18                    | 48                    | 11 (11 квітня 2013)    | 2 (6 червня 2013)     |
| 2014 | 25                 | 16                    | 26                    | 5 (23 жовтня 2014)     | 7 (27 листопада 2014) |
| 2015 | 29                 | 24                    | 35                    | 8 (9 липня 2015)       | 4 (5 листопада 2015)  |
| 2016 | 30                 | 19                    | 30                    | 3 (2 червня 2016)      | 11 (14 липня 2016)    |
| 2017 | 35                 | 24                    | 37                    | 12 (6 липня 2017)      | 6 (16 жовтня 2017)    |
| 2018 | 28                 | 27                    | 35                    | 6 (20 вересня 2018)    | 5 (7 червня 2018)     |
| 2019 | 24                 | 22                    | 30                    | 3 (4 квітня 2019)      | 2 (28 листопада 2019) |
| 2020 | 24                 | 23                    | 24                    | 1 (22 жовтня 2020)     | 1 (27 листопада 2020) |
| 2021 | 25                 | 24                    | 27                    | 1 (21 жовтня 2021)     | 2 (16 вересня 2021)   |
| 2022 | 26                 | 26                    | 27                    | 1 (22 грудня 2022)     | 2 (10 лютого 2022)    |
| 2023 | 22                 | 22                    | 30                    | 6 (29 червня 2023)     | 4 (6 квітня 2023)     |
| 2024 | 25                 | 22                    | 25                    | 2 (4 квітня 2024)      | 2 (15 лютого 2024)    |